# California Dreamin’
California Dreamin’ – utwór autorstwa Johna i Michelle Phillipsów. Oryginalnym wykonawcą piosenki był Barry McGuire. Najpopularniejszą jej wersję wykonał zespół The Mamas & the Papas. Piosenkę wydano jako singel w 1965 roku. "California Dreamin’" został sklasyfikowany na 89. miejscu na liście 500 utworów wszech czasów magazynu Rolling Stone w 2010 roku i na 420. miejscu w 2021 roku. Tekst piosenki opowiada o tęsknocie autora za ciepłem Los Angeles podczas mroźnej zimy.